# Mae Rim (huyện)
Mae Rim (tiếng Thái: แม่ริม) là một huyện (‘‘amphoe’’) ở phía trung của tỉnh Chiang Mai  phía bắc Thái Lan.
Tên cũ là Khwaeng Mae Rim. Khwaeng Mae Rim đã được chuyển thành huyện  (Amphoe) năm 1914.

## Địa lý
Các huyện giáp ranh (từ phía bắc theo chiều kim đồng hồ) là Mae Taeng, San Sai, Mueang Chiang Mai, Hang Dong và Samoeng của tỉnh Chiang Mai.

## Hành chính
Huyện này được chia thành 11 phó huyện (tambon), các đơn vị này lại được chia thành 91 làng (muban). Mae Rim là một thị trấn (thesaban tambon), nằm trên một phần của tambon Rim Tai và Mae Sa. Ngoài ra có 10 Tổ chức hành chính tambon (TAO).
| Số TT | Tên         | Tên tiếng Thái | Số làng | Dân số |  |
| ----- | ----------- | -------------- | ------- | ------ |  |
| 1.    | Rim Tai     | ริมใต้           | 8       | 9.498  |  |
| 2.    | Rim Nuea    | ริมเหนือ         | 4       | 3.336  |  |
| 3.    | San Pong    | สันโป่ง          | 11      | 9.425  |  |
| 4.    | Khilek      | ขี้เหล็ก          | 10      | 7.357  |  |
| 5.    | Saluang     | สะลวง          | 8       | 4.731  |  |
| 6.    | Huai Sai    | ห้วยทราย        | 5       | 4.253  |  |
| 7.    | Mae Raem    | แม่แรม          | 12      | 8.264  |  |
| 8.    | Pong Yaeng  | โป่งแยง         | 9       | 9.922  |  |
| 9.    | Mae Sa      | แม่สา           | 6       | 6.448  |  |
| 10.   | Don Kaeo    | ดอนแก้ว         | 10      | 14.286 |  |
| 11.   | Mueang Kaeo | เหมืองแก้ว       | 9       | 5.423  |  |